# Auchmis minoica
Auchmis minoica är en fjärilsart som beskrevs av Hans Reisser 1958. Auchmis minoica ingår i släktet Auchmis och familjen nattflyn. Inga underarter finns listade i Catalogue of Life.